# 文穆王后
文穆王后金氏（?—?），新羅第43代君主僖康王金悌隆的夫人。
文穆夫人是角干金忠恭之女，一说角干金重恭之女，嫁给金忠恭堂弟角干金憲貞的儿子金悌隆。836年（興德王十一年、唐文宗开成元年），興德王薨，王族之间内战，金悌隆夺得王位，是为僖康王，以夫人为王后。838年（僖康王三年、开成三年）正月，文穆王后的兄弟上大等金明、侍中金利弘等興兵作亂，僖康王自縊於宮中。文穆王后和金悌隆有儿子金啟明，就是后来景文王的父亲。

## 家族
- 父亲：金忠恭
- 母亲：宣懿太后朴氏
  - 兄弟：閔哀王金明
  - 丈夫：僖康王金悌隆
    - 儿子：金啟明
    - 儿媳：光懿太后
      - 孙子：景文王金膺廉
      - 儿媳：文懿王后